# Paguritta
Genre
Synonymes
- sous-genre Eupagurus (Paguritta) Melin, 1939[2]
- genre Orthopaguropsis Serène, 1957[2]

Paguritta est un genre de bernard-l'hermite (crustacés décapodes) de la famille des Paguridae. 
Ils se distinguent par le fait qu'ils ne vivent pas dans une coquille de mollusque mais dans un trou creusé dans le corail, dont ils ne sortent théoriquement jamais. 

## Liste des espèces
Selon World Register of Marine Species (30 octobre 2021) :
- Paguritta corallicola Lewinsohn, 1978
- Paguritta gracilipes Melin, 1939
- Paguritta harmsi (Gordon, 1935)
- Paguritta kroppi McLaughlin & Lemaitre, 1993
- Paguritta morgani McLaughlin & Lemaitre, 1993
- Paguritta scottae McLaughlin & Lemaitre, 1993
- Paguritta vittata Komai & Nishi, 1996

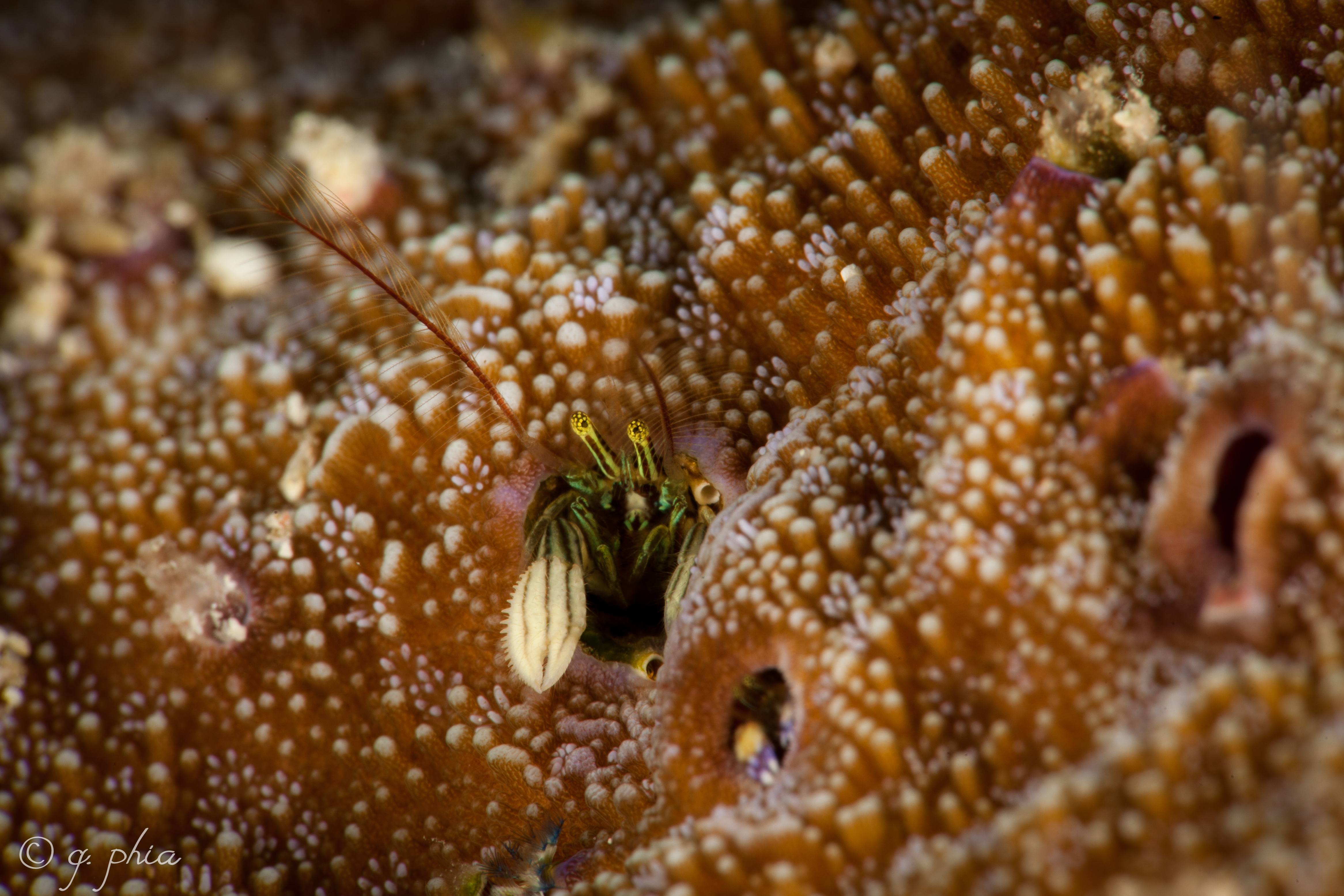
Paguritta gracilipes
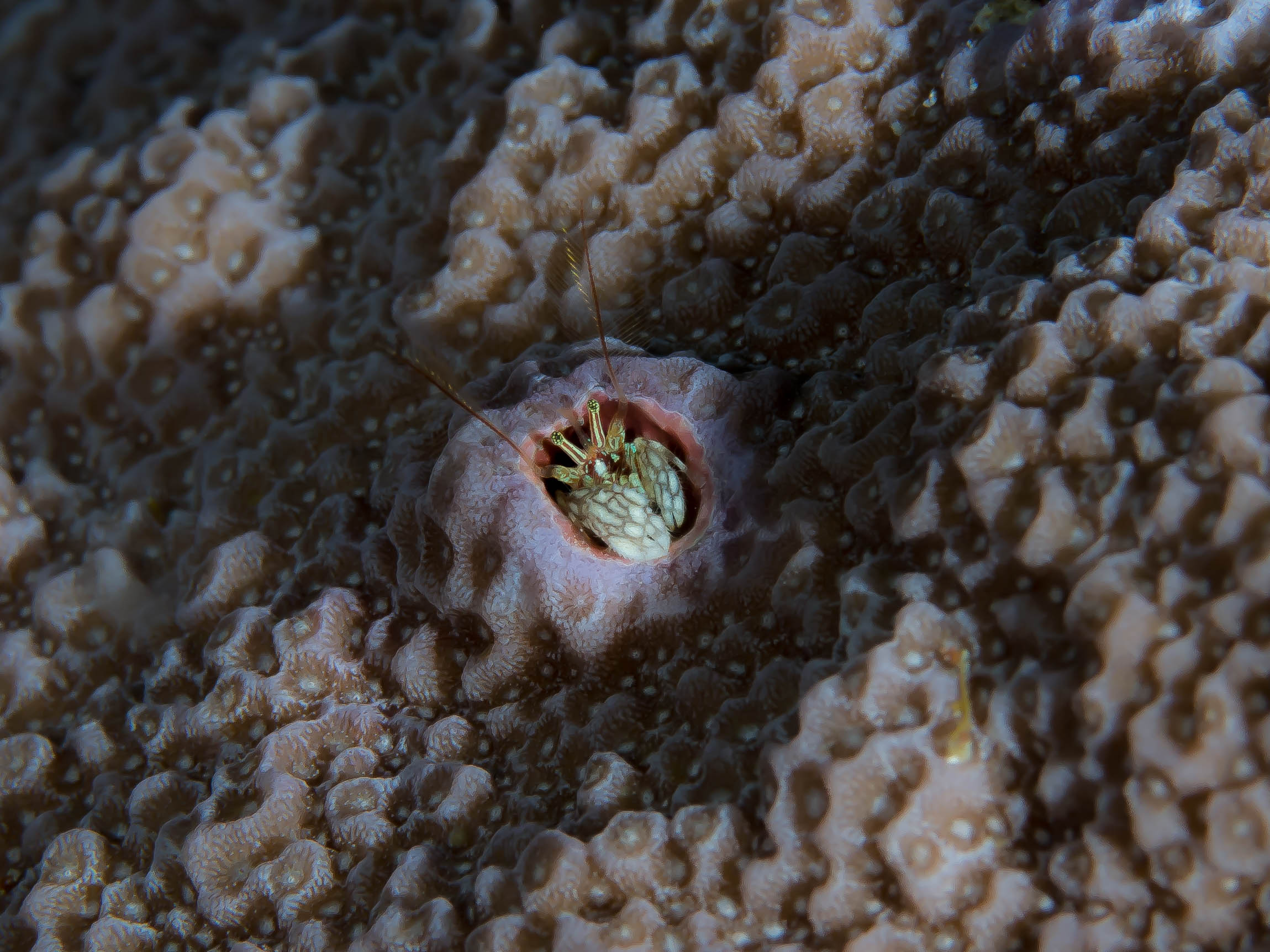
Paguritta harmsi
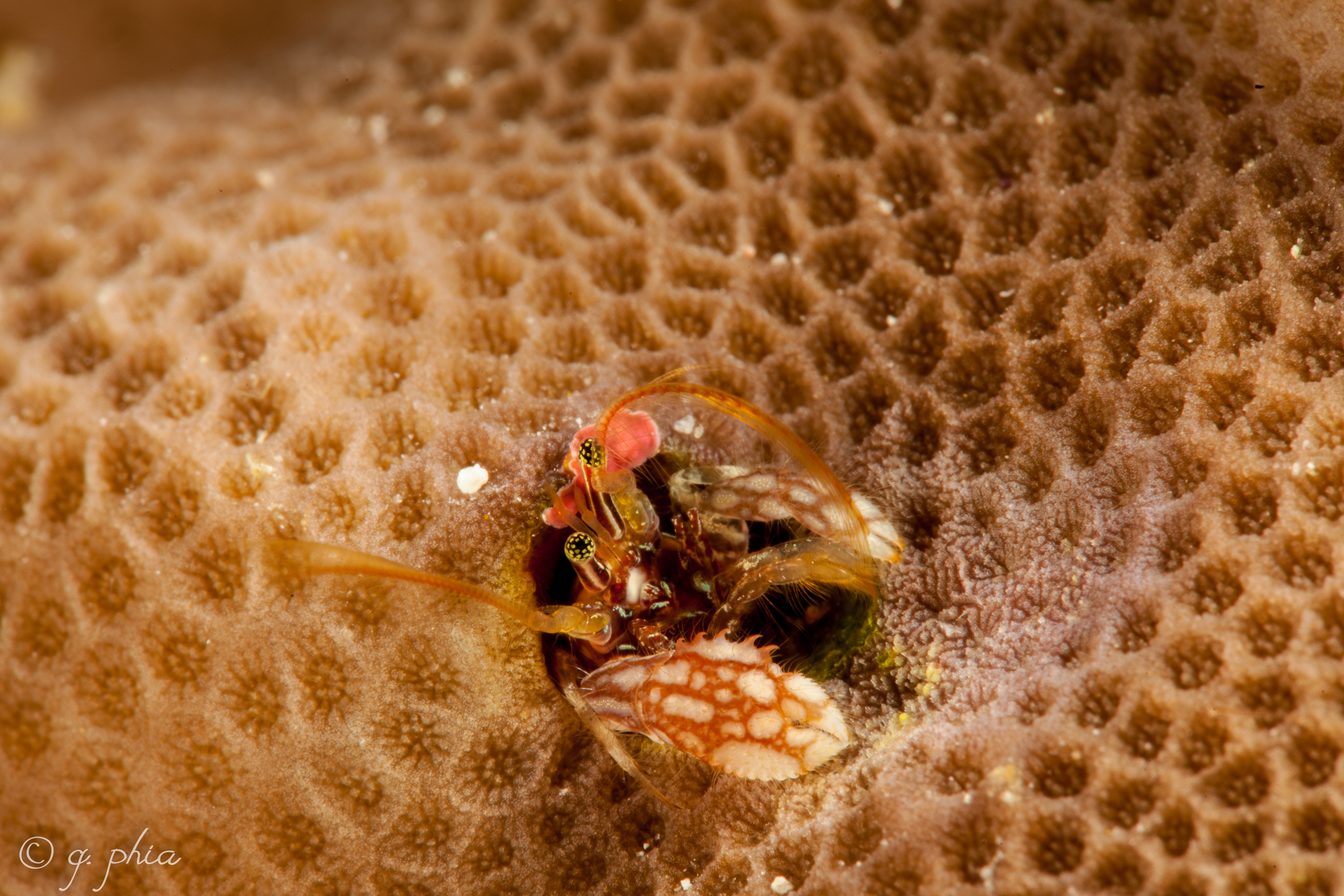
Paguritta morgani